# Преображенская набережная
Преображе́нская на́бережная — набережная по левому берегу реки Яузы, в Восточном административном округе города Москвы на территории района Преображенское. Пролегает между Большой Семёновской и Преображенской улицей. Проходит параллельно реке Яузе и Русаковской набережной (по другому берегу реки).
На юге, после Семёновского моста, переходит в Семёновскую набережную; на севере, после Матросского моста, переходит в набережную Ганнушкина. Нумерация домов ведётся от Большой Семёновской улицы (Электрозаводского моста через Яузу).
В ходе реконструкции был расчищен и организован, а позднее и заасфальтирован, выход 2-го Электрозаводского переулка к Преображенской набережной.

## Происхождение названия
Это первое название набережной. Названа так в 1925 г. по находившемуся в этой местности селу Преображенскому.

## История
Набережная расположена в Восточном административном округе города Москвы на территории района Преображенское.
В писцовой книге 1573—1574 годов была упомянута деревня Мельница (она же — Собакино).
На землях этой бывшей деревни было образовано во второй половине XVII века село Преображенское.
- В 1650-х годах эта территория стала царской вотчиной;
- в 1661 году здесь был построен деревянный дворец царя Алексея Михайловича.

## Здания и сооружения

#### Мосты через Яузу
- Матросский мост.
- Два пешеходных моста.
- Электрозаводский мост.

#### По нечётной стороне
| № 1 - № 7 - № 21, стр.31 - № 21, стр.17 - | № 21, стр.37 (в глубине) - № 21, стр.38 - № 21, стр.40 - № 21, стр.41 - | № 21, стр. 8 - № 21, стр.15 - № 21, стр.25 (в глубине) - № 23, - | № 23, стр.39 - № 25, - № 29, - № 31, - | № 37/4, - |

## Галерея

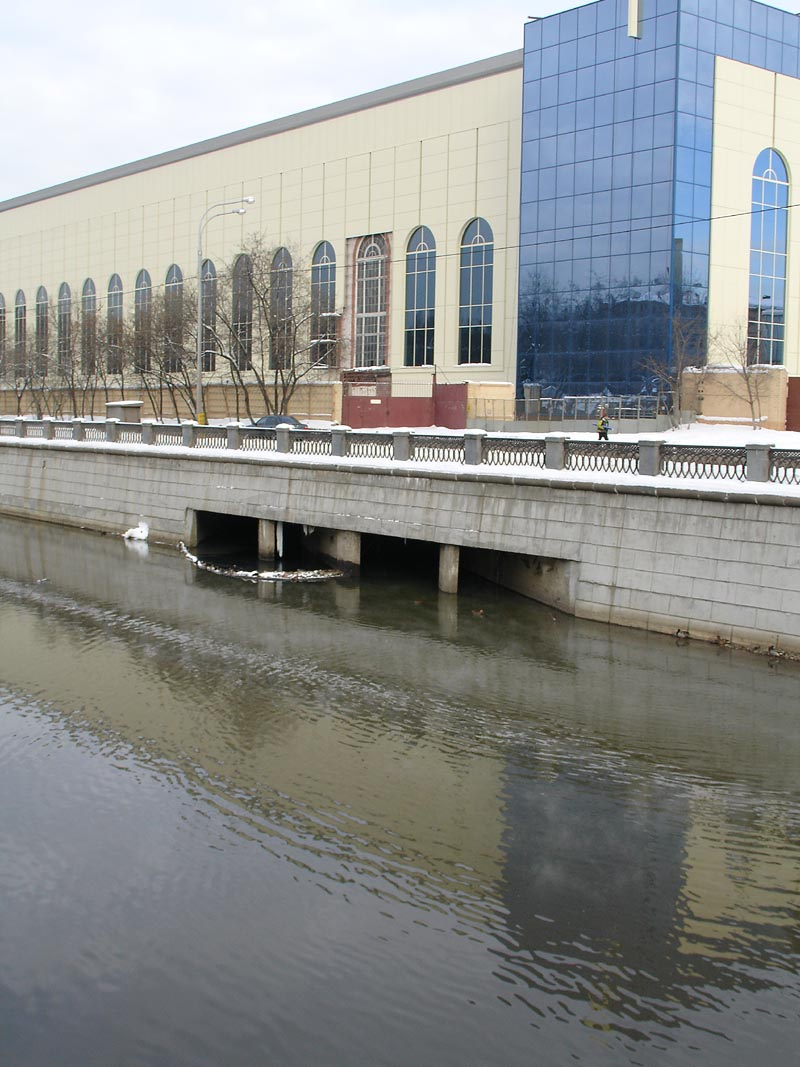
Впадение реки Хапиловки в Яузу
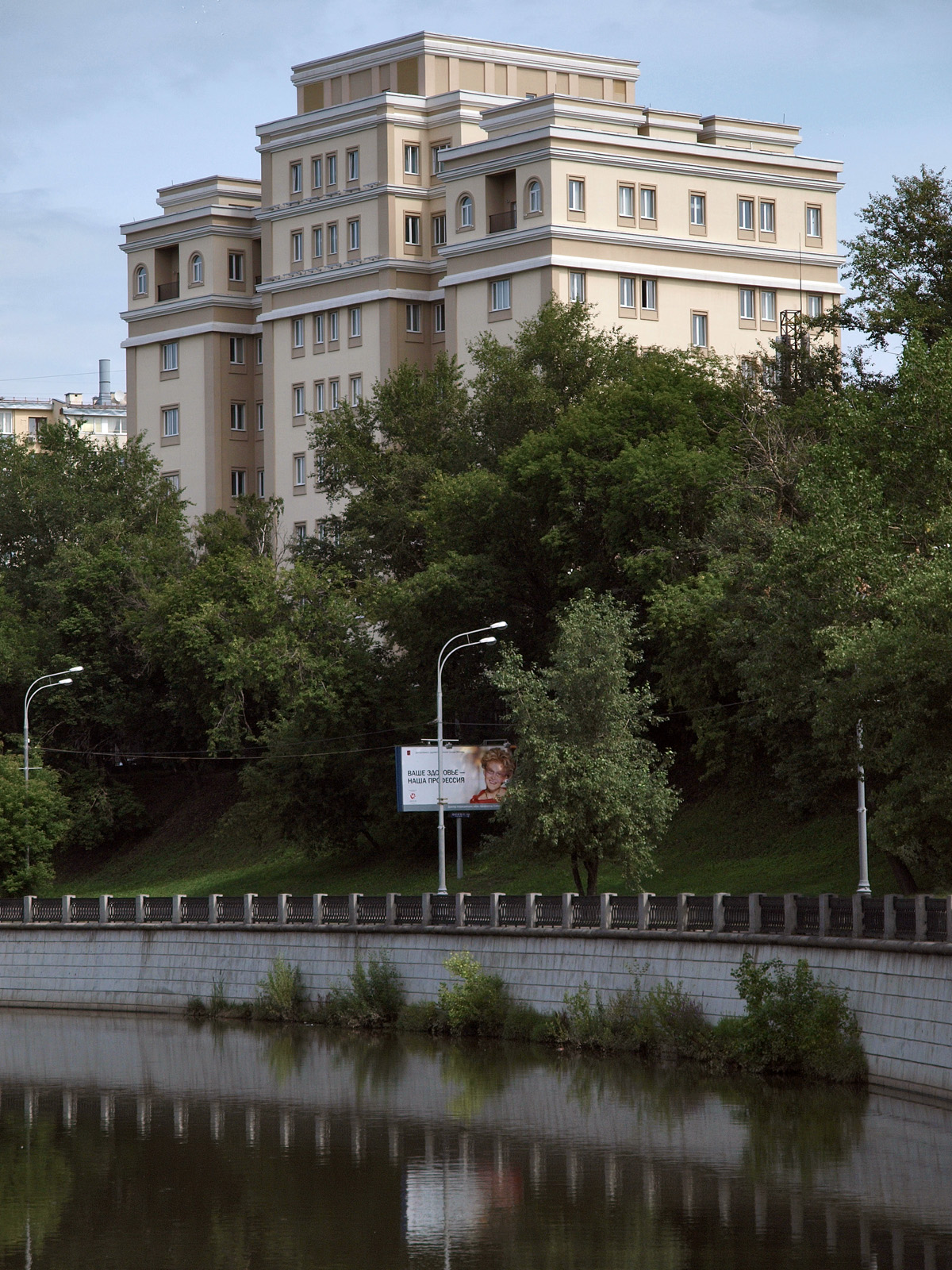
дом 29-2
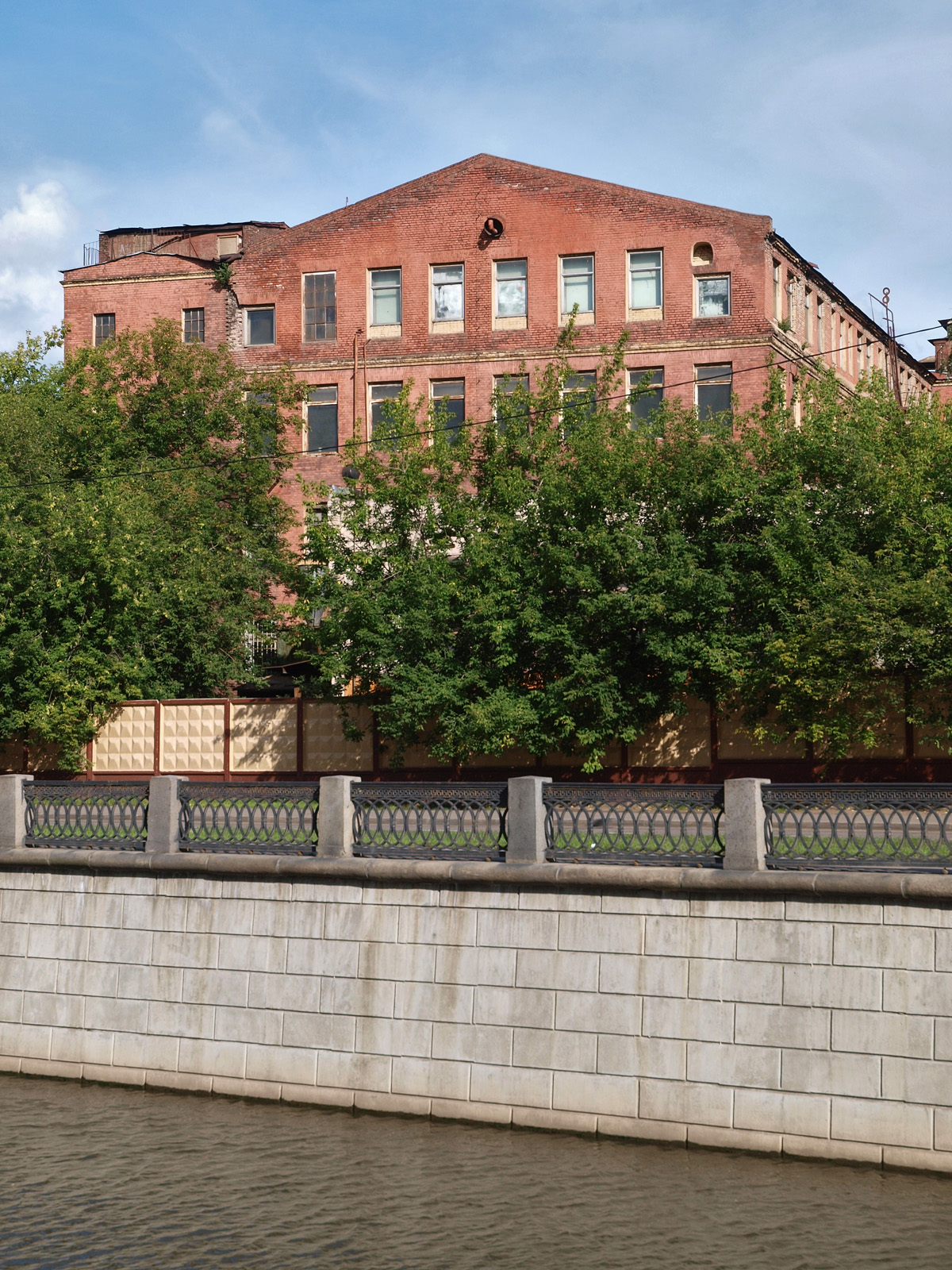
дом 21, стр.15...
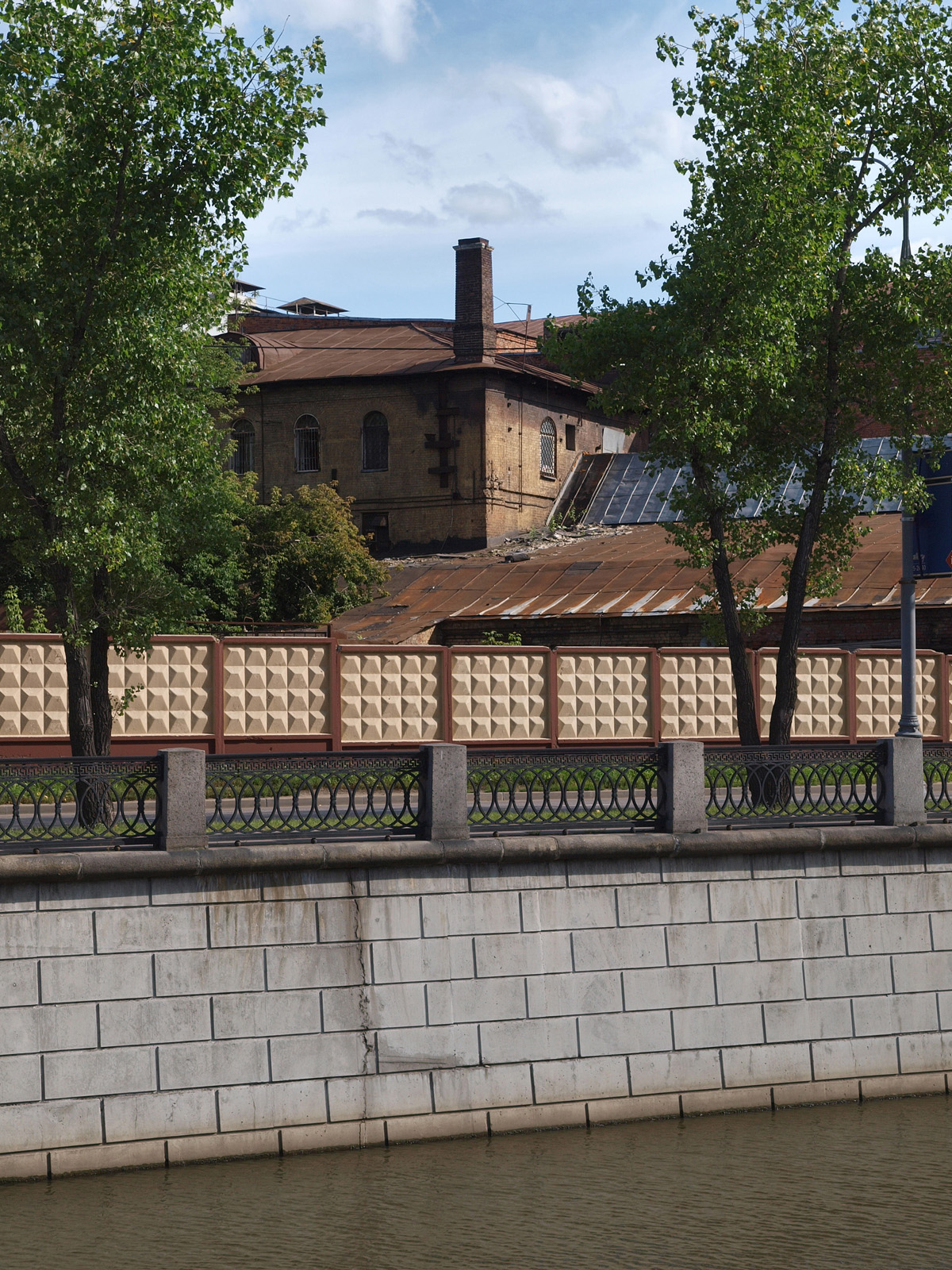
...и примерно там же
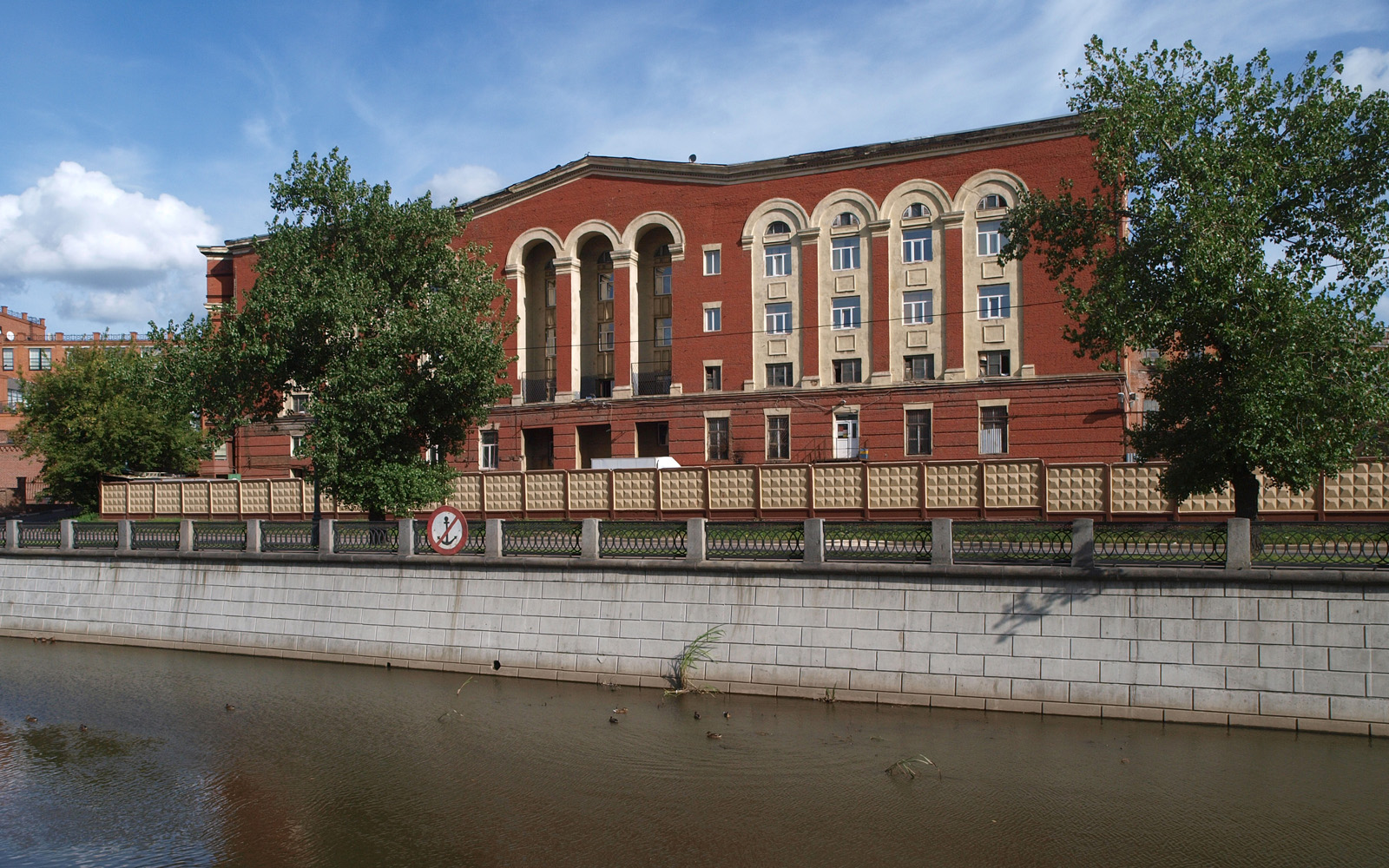
дом 23
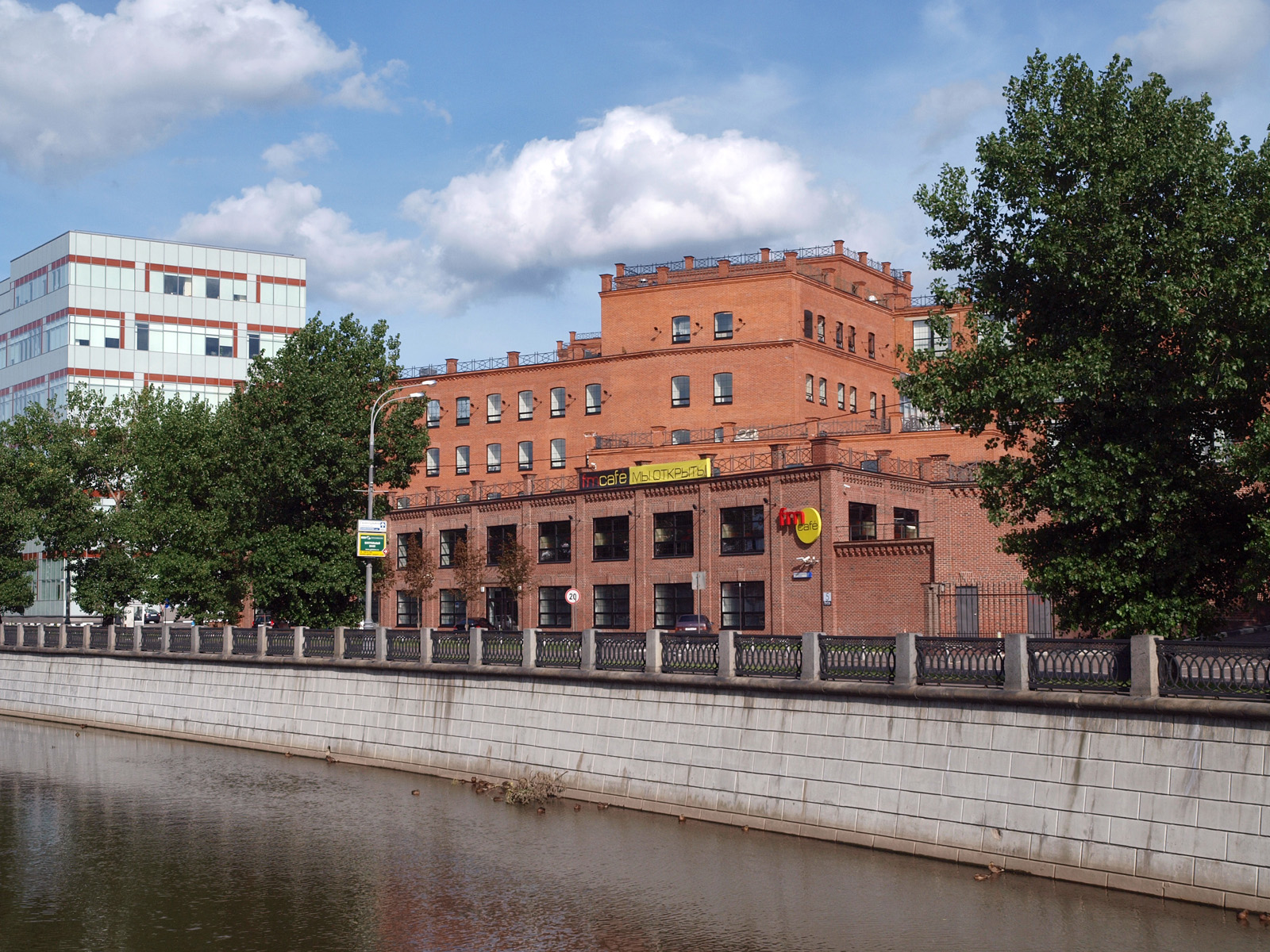
дом 25

## Транспорт

### Наземный транспорт
По самой улице общественный транспорт не ходит; улица доступна с транспорта, движущегося по Электрозаводской улице.

#### Начало набережной
- Остановка «Электрозаводский мост»

Автобусы: 86, 86к, 171, 604.

#### Середина набережной
От остановки пройти пешком по 2-му Электрозаводскому переулку до набережной.
- Остановка «2-й Электрозаводский переулок» (в сторону «Преображенской площади»):

Автобусы: 86, 86к, 171, т14.
- Остановка «2-й Электрозаводский переулок» (в сторону «Электрозаводского моста»):

Автобусы: 86, 86к, 171, т14.

#### Конец набережной
- Остановка «Преображенская площадь»:

Автобусы: 86, 86к, 171, т14.

### Железнодорожный транспорт
- Платформа электропоездов (электричек) Электрозаводская, Казанского направления РЖД.

### Ближайшие станции метро
- Станция метро «Преображенская площадь» — в сторону «Преображенской площади».
- Станции метро «Электрозаводская» Арбатско-Покровской линии и «Электрозаводская» Большой кольцевой линии — в сторону «Электрозаводского моста».